# Swoosie Kurtz
Swoosie Kurtz (/ˌswuːsi ˈkɜːts/, SWOO-si; Omaha, 6 de setembro de 1944) é uma atriz norte-americana, vencedora do prêmio Emmy e duas vezes vencedora do prêmio Tony.